# 秋保直盛
秋保 直盛（あきう なおもり）は、安土桃山時代から江戸時代前期にかけての武将。名取郡秋保郷五ヶ村惣領主秋保氏12代当主。陸奥国の国人衆のち伊達氏に従い仙台藩士となる。

## 生涯
永禄11年（1568年）、陸奥の国人衆秋保郷長袋邑館山城主である秋保勝盛の三男として誕生。兄・資盛の死去後、秋保家惣領家を継ぎ、秋保弾正忠直盛と名乗った。
天正7年（1579年）、居城館山城が焼失する。直盛は父の勝盛に従い一族郎党を引き連れ、二口峠を越えて最上氏の庇護下に入った。3年程のち、秋保郷に帰郷した。その間、天童頼貞の娘を娶り、最上義光からは東根など1000石の部屋料を賜った。天正12年（1584年）、最上義光に天童城を攻め落とされ逃亡した天童頼澄が秋保氏の元に身を寄せた。頼澄は文禄年中まで過ごした。頼澄は直盛の母方の従兄弟であり、また妻の実兄にあたる。天正14年（1586年）には、伊達政宗に従い二本松城攻撃に従軍。
天正15年（1587年）10月、鮎貝宗信の謀反をきっかけに伊達氏と最上氏との対立が再燃すると、直盛は政宗から最上境の二口峠の警固の強化を命ぜられる。その後、度々、最上氏の侵入を受けるがいずれも撃退した。秋保郷は中奥筋の交通の要所のため、政宗から山路主水を大将とする援軍が、秋保郷に派遣された。翌天正16年（1588年）5月12日には、山路長門が再度の増援部隊として秋保郷に着陣する。この援軍は、政宗が石川弾正討伐のため米沢を出陣するにあたり、秋保郷における最上氏に対するより堅固な守備を直盛から要請された為であった。
同年7月、伊達氏と最上・大崎氏・黒川氏との和議成立以後は、伊達政宗に従い、天正18年（1590年）の相馬氏との戦いや大里城攻撃に従軍し、翌年の葛西大崎一揆の鎮圧にも出陣した。天正19年（1591年）、直盛は、伊達政宗から御一家に列せられ、秋保4郷（湯元邑・境野邑・長袋邑・馬場邑・新川邑）を安堵される。
慶長8年（1603年）、政宗が岩出山から仙台に移住した頃、直盛は長袋邑を召し上げられて刈田郡小村崎邑に所替（300石）、分家の秋保頼重（馬場頼重）は馬場邑を召し上げられて刈田郡円田邑（200石）へ、境野盛忠は境野邑・新川邑を召し上げられて加美郡大村（100石）へ所替を命ぜられたため、秋保郷は仙台藩直轄となった。
慶長20年（1615年）の大坂の陣には嫡男定盛が出陣した。寛永3年（1627年）、伊達家の年始規式より御一家右上席となる。寛永14年（1637年）7月16日死去。享年70。

## 系譜
- 父：秋保勝盛
- 母：岩松院 - 国分盛氏娘
- 正室：天童頼貞娘
- 継室：成生慶悦娘
- 生母不明の子女
  - 嫡男：秋保定盛 - 播磨
  - 男子：秋保盛親
  - 男子：秋保盛継